# Mions
Mions este o comună în departamentul Rhône din sud-estul Franței. În 2009 avea o populație de 11.575 de locuitori.

## Evoluția populației
| An        | 1975  | 1982  | 1990  | 1999   | 2006   | 2009   |
| --------- | ----- | ----- | ----- | ------ | ------ | ------ |
| Populație | 5.081 | 6.044 | 9.145 | 10.283 | 11.280 | 11.575 |